# Wallgau
Wallgau es un municipio en el distrito de Garmisch-Partenkirchen en el estado federado de Baviera, Alemania. Se encuentra a diez kilómetros al norte de Mittenwald.
Wallgau era parte del condado de Werdenfels, que existió entre el Tirol y Baviera entre 1294 y 1802. En 1803 con la mediatización y secularización del Sacro Imperio Romano Germánico pasó a Baviera.
La economía local está basada en la agricultura y la silvicultura.